# Commodore SFD100x
Die SFD 100x-Linie (Super Floppy Drive) ist eine Modellreihe von Diskettenlaufwerken, die von Commodore für die CBM 8xxx-Serie hergestellt wurde. Pro Diskette wurde die damals sehr hohe Speicherkapazität von knapp einem Megabyte erreicht – und zwar auf den damals üblichen günstigen DD-Disketten. Die damals noch sehr teuren HD-Disketten wurden nicht benötigt und funktionieren auch gar nicht in diesen Laufwerken, da sie stärkere Elektromagneten an den Schreib-Lese-Köpfen benötigen. Die Modelle sind zur CBM 8250 kompatibel. Als Gehäuse wurde das der VC1541 übernommen. Die Floppy enthält zwei CPUs vom Typ 6502, eine davon ist für Dateiverwaltung und Buskontrolle zuständig, die andere verwaltet den Disketten-Controller.  Das Laufwerk enthielt DOS 2.5 bzw. 2.7.

## Modelle
- SFD 1001
- SFD 1002

## Datenübertragung
Das SFD 1002 wies den so genannten CBM-Bus auf, einen bitseriellen adaptierten IEC-625-Bus. Dieser eignete sich daher auch zum Anschluss z. B. an den C64.
Das SFD 1001 hingegen hatte einen „echten“, parallelen IEC-625-Bus (=IEEE 488).

## Dateisystem
Eine Diskette wurde eingeteilt in Tracks (Spuren) und jede Spur wiederum in Sektoren. Jeder Sektor bildete einen Datenblock zu 256 Byte, der mittels Track-Nummer (beginnend bei 1, die Null hatte eine besondere Bedeutung) und der Sektor-Nummer adressiert wurde. Ein belegter Block sah folgendermaßen aus: [TR-Next, SCT-Next, Data 1,...,Data 254]. TR-Next gab die Track-Nummer des nachfolgenden Datenblocks der Datei an, SCT-Next entsprechend die Sektornummer. Handelte es sich um den letzten Datenblock einer Datei, war TR-Next Null und SCT-Next enthielt die Anzahl der noch gültigen Datenbytes. Die restlichen 254 Bytes enthielten die eigentlichen Daten.
Weitere Details zur eingebauten Software und Hardware siehe unter Commodore DOS.